# Marc-Antoine-Jacques Rochon de Chabannes
Marc-Antoine-Jacques Rochon de Chabannes (* 23. Januar 1730 in Paris; † 15. Mai 1800 ebenda) war ein französischer Dramatiker.

## Leben und Werk
Rochon de Chabannes, Sohn eines Juristen, schrieb mit 20 Jahren die fiktiven Memoiren einer Puffmutter (Les Cannevas de la Pâris, ou Mémoires pour servir à l’histoire de l’hôtel du Roulle) und wurde dafür mit 6 Wochen Bastille bestraft. Er nutzte den erworbenen Ruf zum Schreiben von Theaterstücken, zuerst zusammen mit seinem Bruder Antoine Rochon de la Valette, nach dessen Tod (1755) allein. Das höchst erfolgreiche Stück Heureusement (Glücklicherweise) wurde auch ins Deutsche übersetzt. Beaumarchais entnahm ihm für seinen Figaro die Figur des Cherubin.
Als Rochon de Chabannes für das Auswärtige Amt von 1670 bis 1674 in Dresden weilte, arbeitete er aus Lessings Minna von Barnhelm sein Stück Les Amants généreux, das später ins Italienische übersetzt und in jüngster Zeit neu herausgegeben wurde. Eine Übersetzung ins Deutsche erfuhr 1789 auch sein Stück Le Jaloux (1785). Er starb 1800 im Alter von 70 Jahren. 1825 kam es noch einmal zu einer Ausgabe seiner wichtigsten Stücke.

## Werke (Auswahl)
- (1762) Heureusement. Comédie en un acte et en vers, représentée pour la première fois le 29 Novembre 1762. Jorry, Paris 1763.
  - (deutsch) Glücklicherweise. Ein Lustspiel in einem Aufzuge. Verlag der Fürstlichen Waisenhausbuchhandlung, Braunschweig 1763.
- (1763) La Manie des arts, ou la Matinée à la mode. Comédie en 1 acte et en prose. S. Jorry, Paris 1763.
- (1774) Les Amants généreux de Rochon de Chabannes, imitation de Minna von Barnhelm. Hrsg. Elsa Jaubert-Michel. In: Gotthold Ephraim Lessing: Le Jeune Érudit. Damon. Le Trésor. Classiques Garnier, Paris 2019, S. 323–394.
  - (italienisch) Gli Amanti generosi ossia Il Conte di Teleim. Commedia di cinque atti in prosa. Michelangelo Morano, Turin 1797.
- (1785) Le Jaloux. Comédie en 5 actes et en vers libres. Vve Duchesne, Paris 1785.
  - (deutsch) Die Grille, oder: Eifersucht neuer Art. Ein Lustspiel in 5 Aufzügen. Jahn, Wien 1789. (übersetzt Christian Gottlob Stephanie der Ältere, 1733–1798)
- (1825) Chefs-d’oeuvre dramatiques de Rochon de Chabannes. Heureusement. La Manie des arts. Les Amants généreux. Le Jaloux. J. Didot aîné, Paris 1825. (Répertoire du Théâtre français 27)